# Korttungebin
Korttungebin (Colletidae) är en familj solitära bin i insektsordningen steklar. Cirka 2500 arter är kända varav 23 är påträffade i Sverige. 

## Kännetecken
De har en längd på mellan 4 och 13 millimeter. Som bilderna visar kan färgteckningen och graden av behåring variera.

## Levnadssätt
Korttungebina lever solitärt och gräver oftast sina bon i sandig mark. Bohålans väggar smetas in med ett slem som förhindrar svampangrepp. De lever liksom andra bin av pollen och nektar.

## Utbredning
Korttungebina finns i hela världen. Flest arter finns i Australien.

## Systematik
Korttungebina delas in i 5 underfamiljer och över 50 släkten.
I Europa finns endast nedanstående två släkten.
- Sidenbin (Colletes). Kallas även slembin. 8 arter i Sverige.
- Citronbin (Hylaeus). Kallas även stinkbin. 15 arter i Sverige.

## Bilder

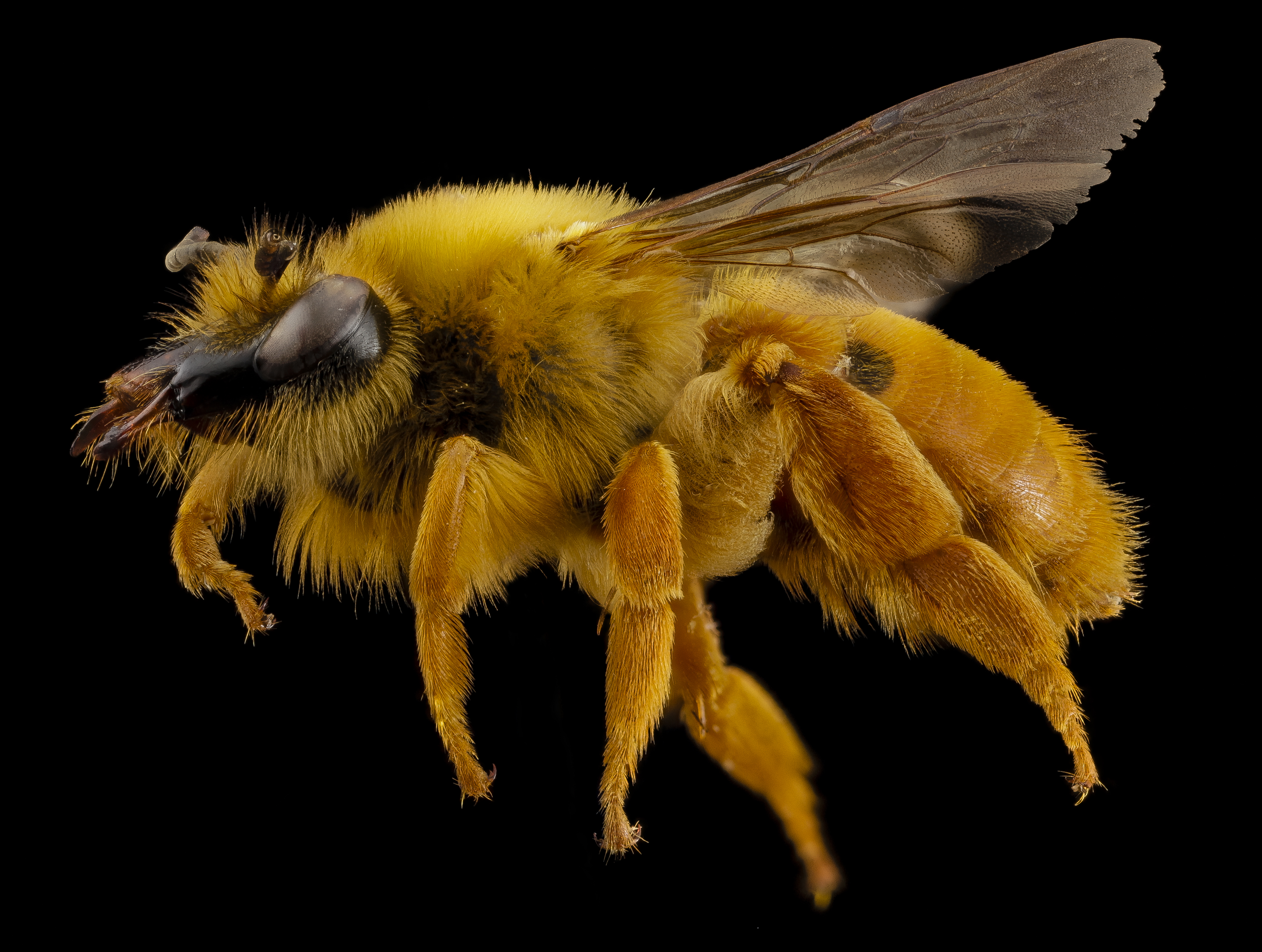
Diphaglossa gayi, hona.
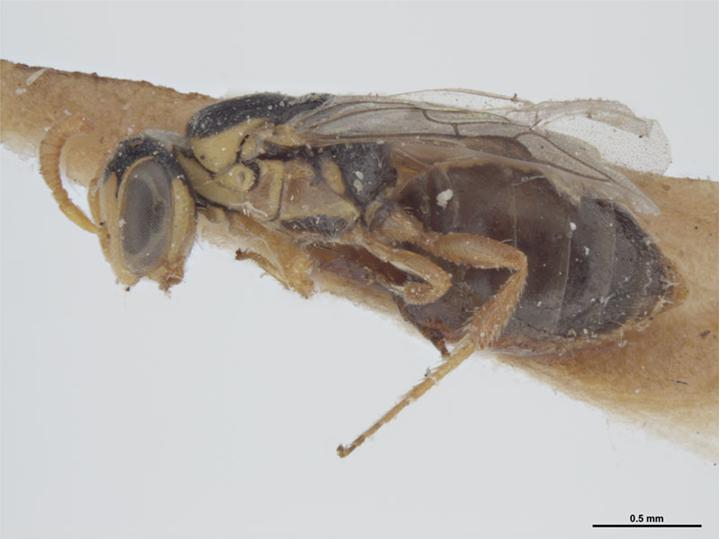
Euryglossula microdonta, hane.
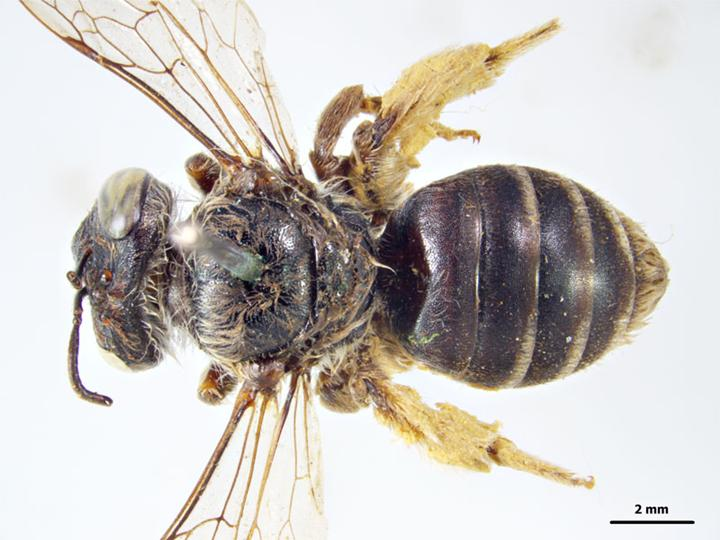
Leioproctus antennatus, hona.
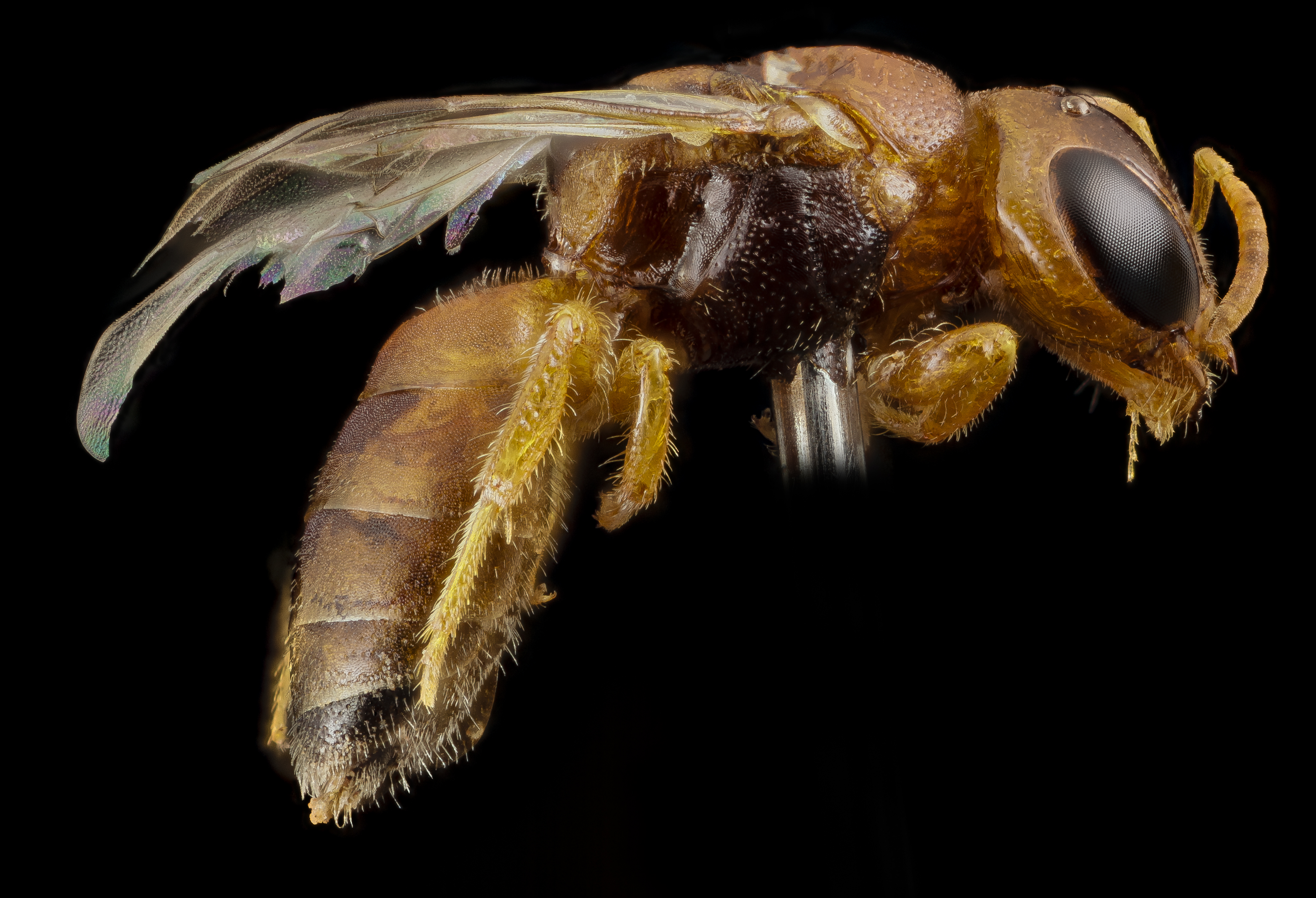
Pachyprosopis cornuta, hona, från Australien.

### Fotnoter
1. ↑  ”Supporting the Health of Honey Bees and Other Pollinators” (PDF, 2,44 MB). USA:s presidentkansli, Council on Environmental Quality. Oktober 2014. sid. 41. Arkiverad från originalet den 17 november 2015. https://web.archive.org/web/20151117023023/http://www.xerces.org/wp-content/uploads/2015/09/CEQ-2014-Supporting-the-Health-of-Honey-Bees-and-Other-Pollinators-White-House-CEQ.pdf. Läst 7 november 2015.